# 日本デザイナー芸術学院 名古屋校
座標: 北緯35度9分57.2秒 東経136度52分18.2秒 / 北緯35.165889度 東経136.871722度

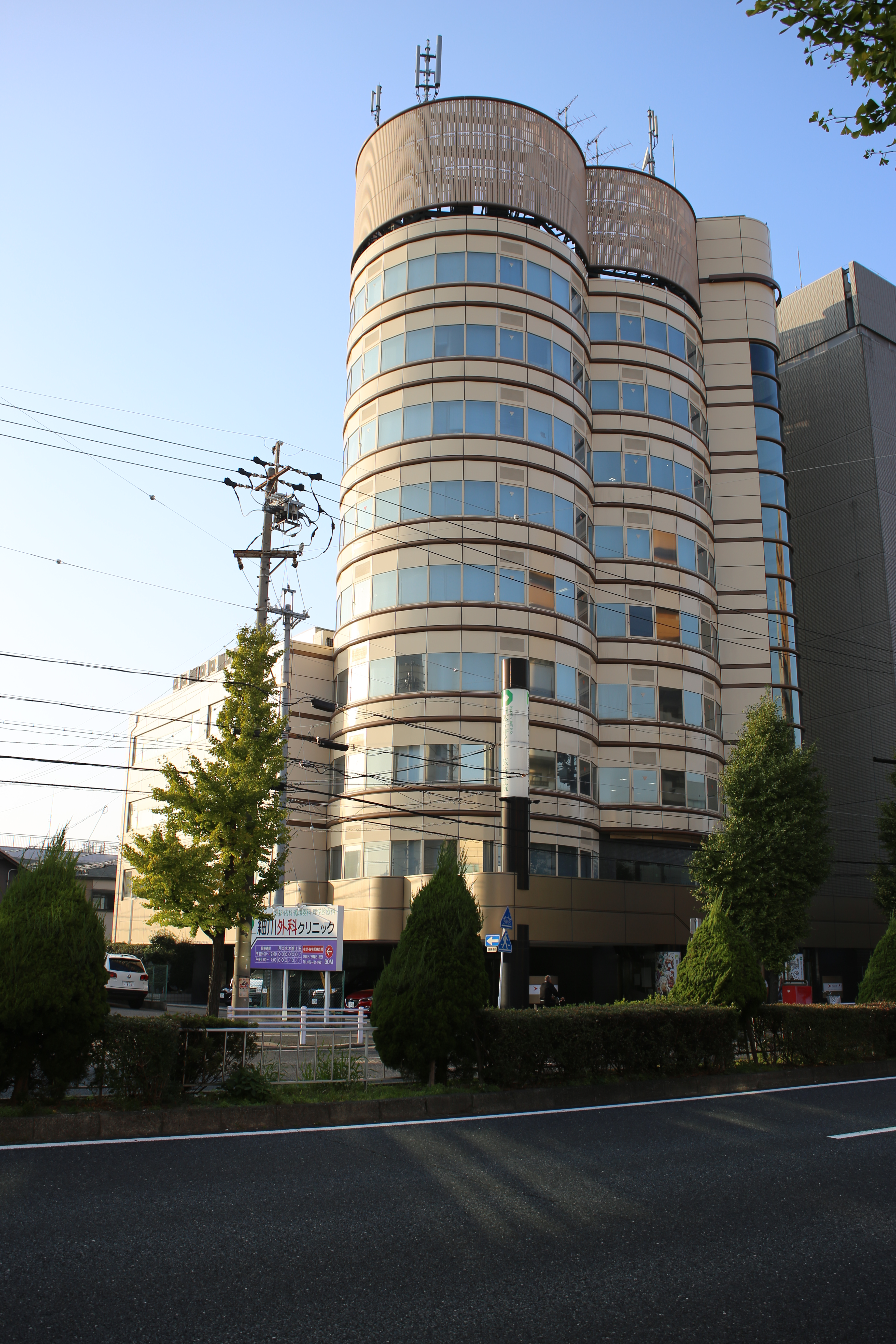
専門学校日本デザイナー芸術学院 名古屋校（2015年10月）

専門学校日本デザイナー芸術学院 名古屋校（せんもんがっこうにほんでざいなーげいじゅつがくいん なごやこう）は、愛知県名古屋市中村区にある専修学校。略称はNDGで、学校法人敬道学園の経営。中部地区最初のデザイン・写真専門学校として創立した歴史がある。当校の学生はニチデ（にちで）と略して呼称することが多い。
2011年度4月に「日本マンガ芸術学院名古屋校」を新たに開校。マンガ・コミックイラスト・声優タレントの分野を移行させ、さらなる専門教育の充実をはかる。

## 設置コース
2019年度現在

## 昼間部（全日制）
- グラフィックデザイン コース
- イラストデザイン コース
- アートデザイン コース
- キャラクターデザイン コース
- 映像デザイン コース

## 夜間部（夜間制）[2]
- デザイン
- イラスト
- マンガ
- 声優

## 高校生グランプリ
高校生対象の作品グランプリ。
毎年数多くの作品や高校生のエントリーがあり、厳選な審査を経て選ばれる。

## 沿革
- 1967年 日本デザイナー学院・日本写真専門学院名古屋校創立
- 1979年 専門学校設置認可に伴い、日本写真専門学院名古屋校は日本デザイナー学院名古屋校写真科に改称。校長に狭間寿郎就任
- 1981年 校長に横田真利就任
- 1984年 校長に岡本滋夫就任
- 1987年 名古屋校創立20周年記念「高校生デザイン・写真コンペティション」開催
- 1990年 パリ海外研修旅行始まる
- 1991年 校長に中井幸一就任 / 名古屋市中村区黄金通に新校舎完成、移転
- 1995年 マルチメディアデザイン（現：CGデザイン）コース設置
- 1997年 名古屋校創立30周年を迎えOB30展開催 / マンガコース設置
- 1998年 日本デザイナー芸術学院 名古屋校に校名変更 / コミュニケーション・アート学科設置 / 校長に竹内克郎就任
- 1999年 写真科OB35展開催
- 2000年 OB展2000「DIGITAL WORLD」開催
- 2002年 創立35周年記念イベント開催
- 2003年 世界グラフィックデザインフェアに出展
- 2007年 校長に田邊雅一就任 / 創立40周年記念「OB40展」開催
- 2011年 校長に本山 星求就任 / グループ校として* 日本マンガ芸術学院名古屋校が設立（愛知県認可）
- 2015年 校長に成　光雄就任

## グループ校
- 日本マンガ芸術学院名古屋校
- 日本デザイナー芸術学院仙台校